# Marie Fouquet
Marie Fouquet, född 1590, död 1681, var en fransk filantrop och författare i medicin. Hon var gift med ämbetshavaren Francois Fouquet och känd för sitt engagemang for sjukvården och medicinska frågor. Hon var föreståndare för tre sjukhus och gjorde ett antal experiment i behandlingen av olika sjukdomar, särskilt syfilis, vars resultat utgavs i en medicinsk skrift 1685. 
Nedslagskratern Fouquet på planeten Venus är uppkallad efter henne.